# Le Métèque
«Le métèque» és el títol d'una cançó francesa escrita, composta i creada per Georges Moustaki l'any 1969. Fou el seu primer gran èxit artístic i possiblement la seva obra més reconeguda.
Métèque (metec, en català) és un terme despectiu en llengua francesa adreçat als estrangers immigrants d'origen mediterrani. Es considera una cançó amb un rerefons autobiogràfic perquè Moustaki era un immigrant jueu d'orígens multiculturals (egipci, grec, jueu) i ell mateix es descrivia com un metec.

## Versions
L'any 1970 aquesta cançó va tenir tant d'èxit que el propi cantautor va decidir versionar-la a altres llengües. En va fer la versió alemana titulada Ich bin ein Fremder, la versió italiana titulada Lo straniero, la versió castellana titulada El extranjero i la versió portuguesa titulada O estrangeiro.
Així mateix ha estat traduïda a moltes llengües i versionada per múltiples cantautors. En català, amb l'adaptació de Josep Tero, la va interpretar la cantant i amiga personal del cantautor, Marina Rossell. La cantant catalana li ha dedicat diversos discos, el primer dels quals va ser el disc més venut en llengua catalana l'any 2011, amb 30.000 còpies venudes.